# 内藤宇兵衛
内藤 宇兵衛 （ないとう うへえ、1859年2月8日（安政6年1月6日） - 1926年（大正15年）4月6日）は、甲斐国出身の貴族院議員、山梨県の名望家。
少年期から漢学、英書を学び俊秀の誉れが高く、村会議員、村長を歴任後、県会議員、中巨摩郡会議員となる。1904年、多額納税者の互選による貴族院議員に選出された。

## 略歴
甲斐国巨摩郡築地新居村(現・中巨摩郡昭和町)で、父「宇兵衛(思温)」、母「とよ」の長男として生まれる。1880年（明治13年）に常永村会議員に当選、その後、西条村、押原村、常永村が1884年（明治17年）10月に三か村合同して連合村となるにあたり最初の連合戸長（1884年10月 - 1887年7月）となった。1889年（明治22年）7月の 町村制施行に伴い、西条村外一か村組合長に当選、1890年（明治23年）3月から1891年（明治24年）10月まで山梨県会議員を、1904年（明治37年）からは貴族院議員（1904年9月29日 - 1908年8月11日）を務めている。
実業面においては、1895年（明治28年）7月17日に甲府市三日町で営業を開始した有信貯金銀行の設立発起人21名の一人として同行創業時の監査役を、1907年（明治30年）1月から死去するまでの間は取締役として在任した他、1898年（明治31年）から1904年（明治37年）まで自らが創立委員長となった山梨馬車鉄道の取締役、1908年（明治31年）4月15日に甲府市上連雀町で開業した山梨農工銀行の取締役、1922年（大正11年）1月4日に甲府市桜町で開業した山梨貯蓄銀行監査役を務めている。

## 親族
- 長男： 内藤 章（1883年（明治16年）7月29日 - 1949年（昭和24年）11月1日）は東京商科大学教授。夫人（内藤文子）は広瀬久政の長女
- 四男： 内藤 敬（1891年（明治24年）7月28日 - 1984年（昭和59年）3月6日）は東京農業大学教授、学長。
- 三女： 飯高 芳（明治30年12月8日生）は飯高一郎（工学博士、理化学研究所主任研究員、早稲田大学鋳物研究所所長）の夫人。
- 弟： 根津啓吉（1874年（明治7年）2月15日 - 1954年（昭和29年）12月4日）は貴族院議員、大日本麦酒及び東武鉄道取締役。夫人（根津たか）は根津嘉一郎 (初代)の姪（兄、根津一秀の長女）